# Grand Prix de Futsal
Il Grand Prix de Futsal è una competizione internazionale di calcio a 5 simile al FIFA Futsal World Championship, ma con la differenza che le nazionali sono "invitate" e non qualificate. Si tiene ogni anno in Brasile e la prima edizione si è svolta nel 2005.

## Formula della competizione
Nella prima fase le sedici nazioni partecipanti sono divise in quattro gironi da quattro squadre ciascuno. Le due migliori squadre classificate di ogni gruppo si qualificano alla seconda fase (quarti di finale). I vincitori dei quarti si qualificano per le semifinali. I vincitori delle semifinale giocano la finale, mentre i perdenti giocano la finalina per il terzo posto.

## Edizioni
| Anno          | Ospitante                                 | Finale    | Finale                  | Finale        | Finale 3º posto | Finale 3º posto         | Finale 3º posto |
| Anno          | Ospitante                                 | Vincitore | Risultato               | Secondo posto | Terzo posto     | Risultato               | Quarto posto    |
| ------------- | ----------------------------------------- | --------- | ----------------------- | ------------- | --------------- | ----------------------- | --------------- |
| 2005 Dettagli | Brusque Brasile                           | Brasile   | 7 - 3                   | Colombia      | Argentina       | 3 - 1                   | Uruguay         |
| 2006 Dettagli | Caxias do Sul Brasile                     | Brasile   | 5 - 3 (dts)             | Italia        | Croazia         | 0 - 0 (dts) 4 - 3 (dtr) | Argentina       |
| 2007 Dettagli | Lages, Joinville e Jaraguá do Sul Brasile | Brasile   | 4 - 0                   | Iran          | Argentina       | 5 - 4 (dts)             | Ungheria        |
| 2008 Dettagli | Fortaleza Brasile                         | Brasile   | 3 - 2                   | Argentina     | Ucraina         | 5 - 4 (dts)             | Paraguay        |
| 2009 Dettagli | Anápolis e Goiânia Brasile                | Brasile   | 7 - 1                   | Iran          | Romania         | 4 - 2                   | Rep. Ceca       |
| 2010 Dettagli | Anápolis Brasile                          | Spagna    | 2 - 1                   | Brasile       | Paraguay        | 5 - 3 (dts)             | Iran            |
| 2011 Dettagli | Manaus Brasile                            | Brasile   | 2 - 1                   | Russia        | Argentina       | 4 - 2                   | Iran            |
| 2013 Dettagli | Maringá Brasile                           | Brasile   | 3 - 3 (dts) 4 - 2 (dtr) | Russia        | Iran            | 6 - 2                   | Paraguay        |
| 2014 Dettagli | São Bernardo do Campo Brasile             | Brasile   | 7 - 2                   | Russia        | Argentina       | 10 - 4                  | Iran            |
| 2015 Dettagli | Uberaba Brasile                           | Brasile   | 4 - 3                   | Iran          | Colombia        | 1 - 0                   | Paraguay        |
| 2018 Dettagli | Brusque Brasile                           | Brasile   | 4 - 2                   | Rep. Ceca     | Uruguay         | 6 - 1                   | Costa Rica      |

## Piazzamenti
| Pos. | Squadra    | Campione                                                        | Secondo              | Terzo                | Quarto               |
| ---- | ---------- | --------------------------------------------------------------- | -------------------- | -------------------- | -------------------- |
| 1    | Brasile    | 10 (2005, 2006, 2007, 2008, 2009, 2011, 2013, 2014, 2015, 2018) | 1 (2010)             |                      |                      |
| 2    | Spagna     | 1 (2010)                                                        |                      |                      |                      |
| 3    | Iran       |                                                                 | 3 (2007, 2009, 2015) | 2 (2013, 2014)       | 2 (2010, 2011)       |
| 4    | Colombia   |                                                                 | 2 (2005, 2014)       | 1 (2005)             |                      |
| 5    | Russia     |                                                                 | 2 (2011, 2013)       |                      |                      |
| 6    | Argentina  |                                                                 | 1 (2008)             | 3 (2005, 2007, 2011) | 1 (2006)             |
| 7    | Rep. Ceca  |                                                                 | 1 (2018)             |                      | 1 (2009)             |
| 8    | Italia     |                                                                 | 1 (2006)             |                      |                      |
| 9    | Paraguay   |                                                                 |                      | 1 (2010)             | 3 (2008, 2013, 2015) |
| 10   | Uruguay    |                                                                 |                      | 1 (2018)             | 1 (2005)             |
| 11   | Romania    |                                                                 |                      | 1 (2009)             |                      |
| 11   | Ucraina    |                                                                 |                      | 1 (2008)             |                      |
| 11   | Croazia    |                                                                 |                      | 1 (2006)             |                      |
| 14   | Ungheria   |                                                                 |                      |                      | 1 (2007)             |
| 14   | Guatemala  |                                                                 |                      |                      | 1 (2014)             |
| 14   | Costa Rica |                                                                 |                      |                      | 1 (2018)             |

## Nazioni partecipanti
| Squadra     | 2005    | 2006    | 2007    | 2008    | 2009    | 2010    | 2011    | Volte |
| ----------- | ------- | ------- | ------- | ------- | ------- | ------- | ------- | ----- |
| Angola      |         |         | GS      | 13a     | 16a     |         | 11a     | 4     |
| Argentina   | Terza   | 4a      | Terza   | Seconda | 5a      | 7a      | Terza   | 7     |
| Belgio      |         |         | 5a      |         |         |         | 13a     | 2     |
| Brasile     | Prima   | Prima   | Prima   | Prima   | Prima   | Seconda | Prima   | 7     |
| Canada      |         |         | GS      | 16a     |         |         |         | 2     |
| Cile        |         | GS      | GS      | 14a     |         |         |         | 3     |
| Colombia    | Seconda |         |         | 6a      |         |         |         | 2     |
| Costa Rica  |         |         |         |         | 10a     | 12a     | 15a     | 3     |
| Croazia     |         | Terza   |         | 7a      |         |         |         | 2     |
| Rep. Ceca   |         | GS      |         | 8a      | 4a      | 8a      | 8a      | 5     |
| Ecuador     |         |         |         |         | 15a     |         |         | 1     |
| Egitto      |         |         | 8a      | 10a     |         |         |         | 2     |
| Guatemala   |         |         |         |         | 7a      | 11a     | 5a      | 3     |
| Ungheria    |         |         | 4a      |         | 12a     |         | 10a     | 3     |
| Italia      |         | Seconda |         |         |         | 5a      |         | 2     |
| Iran        |         |         | Seconda |         | Seconda | 4a      | 4a      | 4     |
| Libia       |         |         |         |         |         | 10a     |         | 1     |
| Mozambico   |         |         | GS      | 12a     | 14a     |         | 12a     | 4     |
| Paesi Bassi |         |         | GS      |         |         | 13a     | 9a      | 3     |
| Paraguay    | 5a      |         | GS      | 4a      | 8a      | Terza   | 6a      | 6     |
| Perù        |         |         |         | 15a     | 11a     |         |         | 2     |
| Portogallo  |         |         |         |         |         | 6a      |         | 1     |
| Qatar       |         |         |         |         |         | 16a     |         | 1     |
| Romania     |         |         |         |         | Terza   | 14a     |         | 2     |
| Russia      |         |         |         |         |         | 9a      | Seconda | 2     |
| Serbia      |         |         |         | 5a      |         |         |         | 1     |
| Slovenia    |         |         | 6a      |         |         |         |         | 1     |
| Spagna      |         |         |         |         |         | Prima   |         | 1     |
| Ucraina     |         |         |         | Terza   | 6a      |         |         | 2     |
| Stati Uniti |         |         |         |         |         |         | 16a     | 1     |
| Uruguay     | 4a      |         | 7a      | 11a     | 13a     |         | 7a      | 5     |
| Uzbekistan  |         |         | GS      |         |         |         |         | 1     |
| Venezuela   | 6a      |         |         | 9a      | 9a      |         |         | 3     |
| Zambia      |         |         |         |         |         | 15a     | 14a     | 2     |
| Totale      | 6       | 6       | 15      | 16      | 16      | 16      | 16      |       |

GS= Eliminata ai gironi